# Guillermo hurrikán (1997)
A Guillermo hurrikán 5-ös kategóriájú hurrikán 1997-ben a Csendes-óceánon, és a kilencedik legintenzívebb csendes-óceáni hurrikán. A szezon tizedik depressziója, hetedik névvel ellátott vihara, negyedik hurrikánja, a harmadik jelentős ("major") hurrikánja, és az egyetlen 5-ös erősségűje.

## Meteorológiai lefolyás

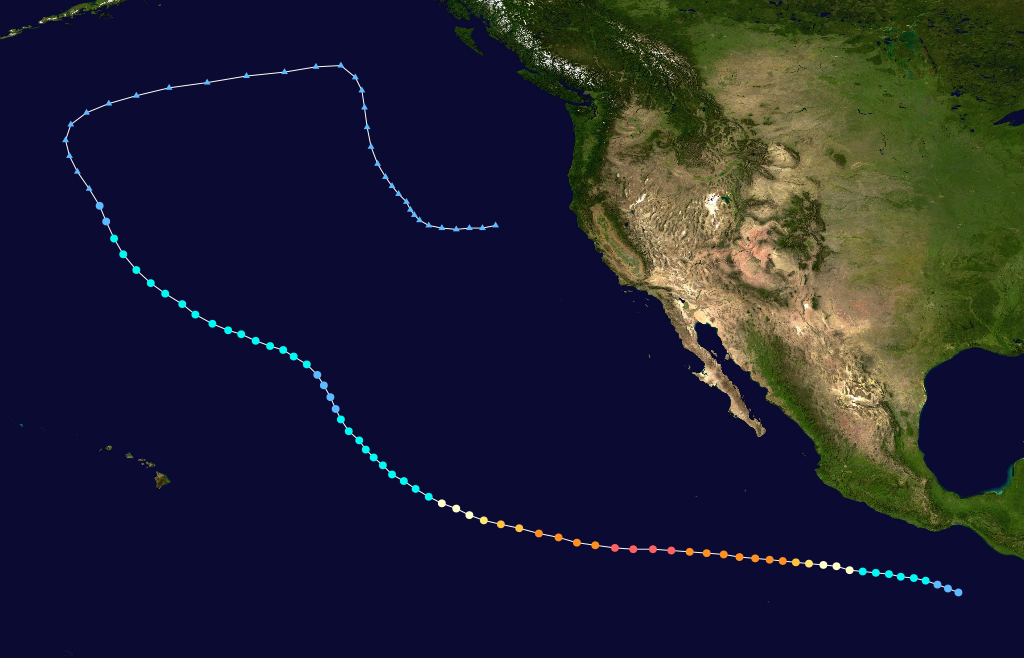
A Guillermo útja

Guillermo egy trópusi hullámból származik, mely július közepén Afrika nyugati partjaitól nyugat felé kezdett haladni, de szervezetlen és gyenge volt. Nemsokára a Karib-szigetek felé kerülve kissé szervezettebb lett, de hiányzott belőle a konvekció. Július 28-án a rendszer áthaladt Mexikón, és belépett a Pacifikus medencébe. Július 29-től megjelentek benne a zivatarok, egyre szervezettebb lett, és csökkent benne a nyomás, így felminősítették a 9-es számú trópusi depresszióvá. Ekkor a rendszer 555 km-re délre volt Salina Cruz (Mexikó) városától, és nyugat felé haladt. Egy nappal később trópusi vihar lett, és megkapta a Guillermo nevet. Augusztus 1-jére a vihar felhőzete sűrűbb lett és megvastagodott, ekkorra 1-es kategóriájú hurrikánná nyilvánították. A viharnak a következő időszakra mérsékelt és fokozatos erősödést jósolt az NHC, a vihar szeme pedig fejlődésnek indult. Augusztus 2-ára a meleg, felszínhez közeli, párás levegő miatt és a fejlődő szemének köszönhetően a Guillermo jelentősebb ("major") hurrikánná vált. A vihar szeme 20 km átmérőjű volt, de amint egyre inkább erősödött, a megvastagodó szemfal miatt 6 km-re csökkent ez a táv. Később, még aznap Guillermo átlagszelei elérték a 215 km/h-t, ami 4-es erősségű ciklonná tette. Augusztus 3-án délutánra ez a szélsebesség 250 km/h-ra nőtt, ami majdnem elérte az 5-ös kategóriát jelentő alsó határértéket. Ez egy ideig így maradt, de augusztus 4-én késő estére a Guillermo egyperces állandó átlagszelei meghaladták a 255 km/h-t, a maximum lökései pedig a 300-at, így 5-ös kategóriájú hurrikán lett, a szezon elsője. A belső légnyomása ekkor 919 mbar (hPa;27,14 inHg) volt, ezzel a kilencedik legerősebb pacifikus hurrikánná válva. A csúcsintenzitáson a szemfal felhőzetének hőmérséklete -79 °C volt. Guillermo 24 óráig tudta fenntartani 5-ös erősségét, amikor is hűvösebb vizek fölé került, a szélnyírás mérséklődött, és már nem voltak kedvezőek a feltételek az erősödéshez. A szemfal melegedni kezdett, a vihar pedig vesztett is az erősségéből. A gyengülés folytatódott, majd augusztus 6-ára Guillermo elvesztette "major" hurrikán státuszát. Augusztus 8-ra még hidegebb vizek fölé került a hurrikán, és mikor átlagszele 120 km/h alá csökkent, trópusi viharrá alakult vissza. A vihar átkerült a Közép-Pacifikus medencébe, és trópusi depresszióvá gyengült. Nem sokkal később a még 26 °C-os tengervíz lehetővé tette, hogy visszaerősödjön trópusi viharrá, de nem sokáig tudta megtartani már ezt az erősséget. Augusztus 15-en Guillermo ismét trópusi depresszióvá gyengült messze északra a Hawaii-szigetektől. Később a vihar extratrópusivá vált, és északkeletnek fordult, durván 1370 km-re Alaszkától. A következő napokban Guillermo keletnek, majd délkeletnek fordult, miután Alaszkától délre haladt el. Kanada partjaitól kb. 900 kilométerre délre fordult, majd a szétterülő extratrópusi vihar feloszlott, a maradványai az USA partjai mentén sodródtak tovább.

## Károk és áldozatok

### Mexikó
Mexikó nyugati partjai mentén mindenütt magas hullámok keletkeztek (3,7 m). Több turista is megközelítette – autóval vagy gyalog – a partokat, megcsodálni a nagy hullámokat. Kettőt elsodort a víz, és megfulladtak. Több híres tengerpartot és a part közelében lakóházakat öntött el a víz. Egyéb károk nem keletkeztek, az otthonokat hamar helyreállították.

### USA
Guillermo nagy hullámokat vetett Kalifornia partjainál is, ezért több tengerpartot lezártak, és figyelmeztették az üdülőket a viharos szélre és hullámokra. Átlagban 1,8-2,4 méteres hullámok keletkeztek, de izoláltan a 3 m-t is elérhették. A szörfösök kedvencén, a Huntington Beach-en állítólag hatméteres hullám is keletkezett. A területen több száz mentést végeztek el a vízimentők, de hárman megsérültek és egy ember meghalt. A Huntington Beach-en egy 19 éves férfit augusztus 5-én elsodort a víz, augusztus 6-án pedig két tinédzser megsérült egy másik parton, majd egy 18 éves férfi is nyaksérülést szenvedett, miután elsodorta egy hullám, minek következtében kórházba szállították. Guillermo párás, nedves és meleg levegőt szállított a vidékre, helyenként 43 °C-ot is mértek. Károkról nem érkezett jelentés.

### Hawaii
Hawaii keleti partjain is közel 3 méter magas hullámokat okozott a vihar, de senki sem sérült meg, és nem keletkezett kár sem.

### Alaszka
Alaszkában kisebb hullámzást és mérsékelt, de tartós csapadékot okozott, illetve meleget szállított a néhai hurrikán.

### Kanada
Nem érkezett jelentés károkról.

## Fordítás
Ez a szócikk részben vagy egészben  a   Hurricane Guillermo (1997) című angol Wikipédia-szócikk fordításán alapul.  Az eredeti cikk szerkesztőit annak laptörténete sorolja fel. Ez a jelzés csupán a megfogalmazás eredetét és a szerzői jogokat jelzi, nem szolgál a cikkben szereplő információk forrásmegjelöléseként.